# 미야케 켄타
미야케 켄타(일본어: 三宅 健太 みやけ けんた[*], 1977년 8월 23일 ~ )는 일본의 남성 성우이다. 오키나와현 출신. 81프로듀스 소속.

## 주요 출연작

### 극장판 애니메이션
- 2017년 극장판 오버로드 칠흑의 영웅 (코키투스)
- 2022년 명탐정 코난: 할로윈의 신부 (무라나카 츠토무)
- 2024년 나의 히어로 아카데미아 더 무비: 유어 넥스트 (올마이트/ 다크마이트)